# Hán Dương, Vũ Hán
Hán Dương (tiếng Trung: 汉阳区, Hán Việt: Hán Dương khu) là một quận của thành phố Vũ Hán (武汉市), thủ phủ tỉnh Hồ Bắc, Cộng hòa Nhân dân Trung Hoa. Hán Dương nằm ở phía tây nam của Vũ Hán, đông giáp Trường Giang, nhìn sang Vũ Xương, có hai cầu Trường Giang cầu Vũ Hán Trường Giang nối với nhau. Phía bắc giáp Hán Giang và Hán Khẩu. Tại quận này có các hồ nước: Nguyệt Hồ và Liên Hoa Hồ và các núi Quy Sơn, núi Phượng Hoàng. 